# Tatiana Birxtein
Tatiana Maksímovna Birxtein, rus: Татьяна Максимовна Бирштейн (20 de desembre de 1928, Leningrad – 23 de febrer de 2022) va ser una física russa i soviètica, doctora en Ciències Físiques i Matemàtiques, coneguda per les seves contribucions a la física estadística de polímers.

## Vida
Nasqué en una família de metges - el terapeuta Max (Mordukh) Mirónavitx Birstein (1885, Brest-Litovsk - 1949, Leningrad), un graduat de la Facultat de Medicina de la Universitat de Tartu (1913), i la fisiatra Marïi Izraïlevni Babinoi (1897, Moguilev - 1987, Leningrad). El seu pare era l'encarregat del departament de teràpia a l'hospital Volodarski, la seva mare va treballar en dispensaris de tuberculosos.
Es va graduar al Departament de Física de la Universitat Estatal de Leningrad el 1951 i va fer un postgrau a la Universitat Pedagògica Estatal Herzen de Leningrad (1954-1958, amb Mikhaïl Volkenstein com a supervisor). Des de 1991 és professora i des de 1998 és científica d'honor de la Federació de Rússia.
És professora del Departament de Biofísica Molecular de la Facultat de Física de la Universitat Estatal de Sant Petersburg, i investigadora associada de l'Institut de Compostos Macromoleculars de l'Acadèmia Russa de les Ciències (des de 1986).
Àrea d'interès: sistemes física estadística de polímer: transicions de fase, adsorció, i sistemes de polielectròlits polimèrics, d'autoorganització de copolímers de bloc, estructures cristal·lines en els sistemes polimèrics, raspall polimèric.
Àrees d'interès científic: física estadística de sistemes de polímers: transicions de fase, adsorció, sistemes de polímers i polielectròlits, autoorganització de copolímers de bloc, estructures cristal·lines en els sistemes polimèrics, raspalls polimèrics.
El 22 de febrer de 2007 fou guardonada amb el Premi L'Oréal UNESCO per a Dones en Ciència. El premi li fou atorgat per la seva "contribució a la comprensió de les formes, mides i moviments de les molècules grans."

## Premis i reconeixements
- Medalla de la defensa de Leningrad (1944)
- Científica d'honor de la Federació de Rússia.
- Professor Soros (1994-1995, 1996, 1997, 1998)
- Premi L'Oréal-UNESCO «Dones en la Ciència" 'Per la seva contribució a la comprensió de les formes, mides i moviments de les molècules grans', 2007
- Premi V. A. Karguin ARC (2008)

## Família
- Marit - David Naúmovitx Mirlin, físic, (1925-2013), doctor en Ciències Físiques i Matemàtiques, professor.
  - Fill - Aleksandr Davídovitx Mirlin, físic (nascut el 1962), Candidat de Ciències Físiques i Matemàtiques (1992), professor de la Universitat de Karlsruhe.
  - Filla - Ielena Davídovna Mirlin, programadora.